# Copella
Copella – rodzaj słodkowodnych ryb kąsaczokształtnych z rodziny smukleniowatych (Lebiasinidae).

## Występowanie
Północna część Ameryki Południowej (Brazylia, Gujana, Gujana Francuska, Peru, Surinam i Wenezuela), w dorzeczach Amazonki, Orinoko i Rio Negro. Copella arnoldi został introdukowany na wyspach Trynidad i Tobago.

## Klasyfikacja
Gatunki zaliczane do tego rodzaju:
- Copella arnoldi – smukleń pryskacz[3]
- Copella callolepis
- Copella carsevennensis
- Copella compta
- Copella eigenmanni
- Copella meinkeni
- Copella nattereri
- Copella nigrofasciata
- Copella vilmae

Gatunkiem typowym jest Copeina compta (Copella compta).